# Peter Platzer
Peter Platzer (29 de maig de 1910 - 13 de desembre de 1959) fou un futbolista austríac de la dècada de 1930.
Fou internacional amb Àustria, amb la qual participà en la Copa del Món de 1934. Més tard jugà amb la selecció d'Alemanya. Pel que fa a clubs, fou jugador de Brigittenauer AC, Floridsdorfer AC, i Admira Viena.